# District d'Aïagouz
Le district d'Aïagouz (en kazakh : Зырян ауданы) est un district du Kazakhstan-Oriental, situé à l’est du Kazakhstan.

## Géographie
Le centre administratif du district est la ville d'Aïagouz.

Il tient son nom de la rivière éponyme.

## Démographie
Le recensement de 2010 montre une population de 37 816 habitants, en régression par rapport à celle de 1999 (42 797 habitants).

La population se répartissait en 2010, entre Kazakhs (95 %), Russes (2 %), Tatars (0,3 %), Allemands (0,3 %), Ouïghours (0,2 %), Ukrainiens (0,2 %) et divers (2 %).

## Infrastructures
Le district est desservi par la voie ferrée Turksib, à la gare d'Aktogaï (en kazakh : Ақтоғай), important nœud ferroviaire sur cette ligne.